# كارل غوستاف وولف
كارل غوستاف وولف (بالفنلندية: Carl Gustaf Wolff)‏ هو سياسي فنلندي، ولد في 28 أكتوبر 1800، وتوفي في 19 يوليو 1868. انتخب member of the Diet of Finland ‏.